# Pietro Onida
Pietro Onida (Villanova Monteleone, 12 gennaio 1902 – Milano, 24 giugno 1982) è stato un economista italiano, professore emerito dell'Università degli Studi di Roma "La Sapienza" e medaglia d'oro per i benemeriti della scuola, della cultura e dell'arte.

## Biografia
Laureatosi con lode nel 1925 in Scienze economiche e commerciali a Ca' Foscari a Venezia, relatore Gino Zappa, conseguì nel 1933 la libera docenza in ragioneria generale e applicata. Primo «ternato» nel 1935 al concorso a cattedra della medesima disciplina, fu chiamato dall'Università degli Studi di Torino, ove ha insegnato per venticinque anni, passando poi alla cattedra della Sapienza - Università di Roma. 
Ha insegnato anche all'ateneo in cui si era laureato, all'Università commerciale Luigi Bocconi di Milano, in quella di Trieste e, per molti anni, all'Università Cattolica di Milano. Dal 1962 al 1970 ha fatto parte del Consiglio superiore della pubblica istruzione. 
Ha ricoperto cariche amministrative in enti ed aziende.
Sposato con Franca Di Giovanni, ha avuto tre figli: Luciano (1933-2017), Valerio (1936-2022) e Fabrizio (1940).

## Opere
- 1925 Il capitale delle imprese commerciali.
- 1927 Elementi di ragioneria commerciale svolti nel sistema dell'economia aziendale.
- 1928 I costi comuni nelle imprese industriali. I costi medi e I costi supplementari.
- 1931 Costituzioni ed emissioni finanziarie nelle imprese di società per azioni. Documenti, note, commenti.
- 1931 I «finanziamenti» iniziali d'impresa. Le emissioni di azioni e di obbligazioni. Valutazione e rivalutazione d'impianti.
- 1933 La hausse de l'or et les bilans, in «Bulletin de l'Institut international d'organisation scientifique du travail».
- 1935 Brevetti e segreti di fabbricazione nei bilanci di esercizio, in «Rivista italiana di diritto penale», n. 2.
- 1935 Il bilancio delle aziende commerciali. La determinazione del capitale nel bilancio.
- 1935 L'economia aziendale nella dottrina straniera, in «Annali di statistica e di economia», anno 11, volume 111.
- 1937 Elementi di ragioneria con particolare riferimento all'impresa.
- 1939 Le dimensioni del capitale di impresa. Concentrazioni, trasformazioni, variazioni di capitale.
- 1939 Le perdite di capitale previste dall'articolo 146 del Codice di commercio e la formazione del bilancio col quale si dovrebbero determinare, in «Il Commercialista», n. 6.
- 1940 Il bilancio d'esercizio nelle imprese. Significato economico del bilancio. Problemi di valutazione.
- 1941 Il bilancio delle società anonime e la sua disciplina legislativa, in «Rivista di diritto privato», n. 3.
- 1947 Le discipline economico-aziendali. Oggetto e metodo.
- 1948 Considerazioni sulle prospettive di medio periodo nel corso delle azioni, in «Borsa Valori», n. 3.
- 1949 Bilanci economici e bilanci fiscali nelle imprese, in «Moneta e Credito», D. 5.
- 1949 Che cos'è il reddito d'esercizio delle imprese?, in «Rivista dei dottori commercialisti», n. 1,
- 1949 Desvalorizaçao da moeda e revalorizaçao das empresas, in «Rivista paulista de contabilidade», fascicolo di aprile.
- 1949 L'avviamento nelle valutazioni di cessione o di liquidazione di aziende, in «Rivista italiana di scienze commerciali», fascicolo di novembre-dicembre.
- 1950 Il problema dei tassi passivi bancari, in «Rivista Bancaria», fascicolo di marzo-aprile.
- 1951 Il reddito d'esercizio e la politica degli ammortamenti e dei dividendi nel bilanci delle società per azioni, in «Rivista dei dottori commercialisti», n. 3.
- 1951 Il bilancio di esercizio nelle imprese. (tradotto in lingua spagnola con il titolo: «El balance de ejercizio in las empresas»).
- 1953 La dimensione e struttura delle aziende e la produttività, in «Produttività», n. 12.
- 1954 Il fabbisogno di capitale nelle aziende di produzione, in «Il risparmio», n. 5.
- 1954 Il principio di convenienza nell'azienda di produzione. Redditività e rendimenti in «Rivista dei dottori commercialisti», n. 1
- 1954 L'azienda. Fondamentali problemi della sua efficienza, in «Rivista dei dottori commercialisti», n. 6.
- 1954 L'azienda, primi principi di gestione e di organizzazione.
- 1954 Relazioni quantitative tra forme di provvista del capitale, in «Rivista dei dottori commercialisti», n. 5.
- 1955 Imprese pubbliche e imprese private. Esigenze di gestione e di organizzazione a esse comuni, in «La tecnica dell'organizzazione nelle pubbliche amministrazioni», n. 4.
- 1956 Il sistema delle rilevazioni statistiche interne nelle aziende di produzione (Relazione generale al Quarto convegno di statistica aziendale). Imprese pubbliche e imprese private. Esigenze di gestione e di organizzazione a esse comuni, in «Rivista dei dottori commercialisti», n. 2.
- 1956 La responsabilità morale nella gestione delle imprese pubbliche, in «Atti della XXIX settimana sociale del cattolici d'Italia».
- 1956 Valori umani dell'azienda: il lavoro cristiano, fondamentali problemi della efficienza dell'azienda, indagine etica sulla natura e i fini dell'azienda.
- 1958 Reddito d'esercizio e risultati economici della gestione nelle aziende di assicurazioni, in «Assicurazioni, Rivista di diritto, economia e finanza delle assicurazioni private», fascicolo n. 5.
- 1960 Economia d'azienda (nuove edizioni nel 1965 e nel 1968).
- 1960 La logica e il sistema delle rilevazioni quantitative d'azienda (nuova edizione nel 1970).
- 1961 La logica e il sistema delle rilevazioni quantitative d'azienda.
- 1961 Gino Zappa, il Maestro, in «Saggi di economia aziendale e sociale in memoria di Gino Zappa».
- 1961 Il diritto dell'azionista al dividendo nel suo contenuto economico, in «Saggi di economia aziendale e sociale in memoria di Gino Zappa». L'economicità dell'impresa, in «Studi di tecnica economica, organizzazione e ragioneria in memoria di Gaetano Corsani».
- 1961 Economicità, socialità cd efficienza nell'amministrazione d'impresa.
- 1963 Le imprese come strumento di distribuzione, oltre che di produzione della ricchezza, in «Cultura e scuola», n. 8.
- 1964 Las empresas como instrumentos de distribucion ademas de productoras de requeza, in «Revisla de Economia y Estadistica».
- 1965 L'Economicità dell'impresa in «Studi di tecnica economica, organizzazione e ragioneria. Scritti in memoria di Gaetano Corsani».
- 1967 Lo Stato imprenditore e il principio di «sussidiarietà» nelle economie miste, in «Rivista dei dottori commercialisti», n. 2.
- 1967 Sui sistemi di redazione del bilancio, in «Rassegna parlamentare», n. 10- 12.
- 1969 Moderni sviluppi della dottrina contabile nordamericana, in «Scritti in onore di Giordano Dell'Amore. Saggi di discipline aziendali e sociali».
- 1970 L'unificazione della contabilità e la «standardizzazione» delle valutazioni nei bilanci ordinari d'esercizio.
- 1970 La contabilità e il bilancio dello Stato nell'economia pubblica del nostro tempo, in «Saggi per il centenario della ragioneria generale dello Stato».
- 1973 La legge di nazionalizzazione delle imprese elettriche e la valutazione dei beni accessori «separati e restituiti», in «Studi in onore di Giuseppe Chiarelli».
- 1973 Le determinazioni quantitative della contabilità: loro oggetto, natura e funzione. Dibattito, in «Rivista del dottori commercialisti», n. 6.
- 1974 Il bilancio d'esercizio nelle imprese e la sua «standardizzazione» e «certificazione», in «Rivista del dottori commercialisti, n. 2.
- 1975 Osservazioni sulla valutazione delle aziende di produzione in esercizio, stimate come complessi oggetti di trasferimento giuridico, in «Studi di ragioneria, organizzazione e tecnica economica in memoria di Alberto Riparbelli».
- 1975 Natura e limiti della politica di bilancio in «Scritti in onore di Ugo Caprara» (già in «Rivista del dottori commercialisti», 1974, n. 6).
- 1976 L'inflazione e l'economicità delle imprese, in «Banche e Banchieri», n. 12.